# Eugenie Tatuava
Eugenie Tatuava (ur. 18 września 1984 na Wyspach Cooka) – piłkarz z Wysp Cooka grający w tamtejszym Tupapa Rarotonga na pozycji napastnika.
Swoją karierę zawodniczą rozpoczął w 2003 roku w nowozelandzkim Auckland Grammar School. W 2004 roku przeszedł do grającego na Wyspach Cooka Tupapa Rarotonga. Z tym klubem zdobył 1 mistrzostwo kraju i 1 puchar kraju.
W reprezentacji Wysp Cooka zadebiutował w 2004 roku. Jak dotychczas rozegrał w niej 8 meczów, ostatni w 2007 roku.